# Euthalia helvidius
Euthalia helvidius är en fjärilsart som beskrevs av Hans Fruhstorfer 1913. Euthalia helvidius ingår i släktet Euthalia och familjen praktfjärilar. Inga underarter finns listade i Catalogue of Life.